# Мухтатиф, Абделькадер
Абделькаде́р Мухтати́ф (араб. عبد القادر محتفي‎; 1934 — 4 августа 2022) — марокканский футболист, игравший на позиции полузащитника. Участник Олимпийских игр (1964).

## Биография

### Игровая карьера
26 августа 1962 года в матче за ФАР против мадридского «Реала» оформил хет-трик и марокканский клуб выиграл матч со счётом 4:3. Он является единственным марокканцем в истории футбола, который оформил хет-трик в ворота королевского клуба.
В составе сборной Марокко на олимпийском футбольном турнире 1964 года сыграл в двух матчах группового этапа со сборными Венгрии (0:6) и Югославии (1:3).

### Смерть
Скончался 4 августа 2022 года в возрасте 88 лет.